# إروين سانشيز
إروين سانشيز (بالإسبانية: Erwin Sánchez) مواليد 19 أكتوبر 1969 في سانتا كروز دي لا سييرا، هو لاعب كرة قدم بوليفي دولي سابق كان يلعب كلاعب وسط. اعتزل اللعب عام 2005. سبق له أن لعب في كأس العالم لكرة القدم مع منتخب بلاده. بدأ مسيرته الرياضية عام 1987. لعب خلال مسيرته 429 مباراة سجل خلالها 107 أهداف.

## المسيرة الاحترافية

### أندية لعب لها
- نادي بوليفار
- نادي بنفيكا
- نادي بوافيشتا

## روابط خارجية
- إروين سانشيز على موقع الاتحاد الدولي (مؤرشف)  (الإنجليزية)
- إروين سانشيز على موقع قاعدة بيانات كرة القدم.إي يو (الإنجليزية)
- إروين سانشيز على موقع ناشيونال فوتبول تيمز (الإنجليزية)